# Paradise City
Pour les articles homonymes, voir Paradise City (homonymie).
Paradise City est une chanson écrite par le groupe de hard rock Guns N' Roses. Elle est incluse dans l'album de 1987 Appetite for Destruction et fut sortie en single en 1988. Elle est aussi la seule chanson de l'album qui utilise des synthétiseurs.
En 2008, on la retrouve dans le jeu Burnout Paradise où elle fait office de thème principal (La ville du jeu s'appelle "Paradise City").
En 2009, Slash a repris "Paradise City" en face B de son single "Sahara" en compagnie de Cypress Hill et de Stacy Ferguson (Black Eyed Peas).
Elle est reprise en version bluegrass par le groupe Steve 'N' Seagulls sur leur album Farm Machine (2015).

## Récompenses et classements
La chanson culmina à la cinquième place du Billboard Hot 100, le troisième single du groupe qui alla au Top 10.
La chanson fait partie du classement des 40 meilleures chansons de Metal selon VH1 (à la vingt-et-unième place).

## Certifications
| Pays              | Certification | Unités certifiées |
| ----------------- | ------------- | ----------------- |
| Danemark (IFPI)   | Platine       | 90 000            |
| Italie (FIMI)     | Platine       | 50 000            |
| Royaume-Uni (BPI) | Platine       | 600 000           |